# El Robledo (Ciudad Real)
El Robledo es un municipio y localidad española de la provincia de Ciudad Real, en la comunidad autónoma de Castilla-La Mancha. Tiene una superficie de 111,1 km² con una población de 1228 habitantes (INE 2015) y una densidad de 11,25 hab./km².
El Robledo está situado al noroeste de la provincia, a 646 m sobre el nivel del mar, en el valle donde confluyen el río Alcobilla con el Bullaque, en la raña de Matagrande y entre las de la Toledana y de Piedralá. Al suroeste se encuentra la sierra de Navalaencina. El término municipal está atravesado por los ríos Alcobilla y Bullaque. Este último cruza junto al núcleo urbano. Además de la localidad de El Robledo, en el municipio también están incluidas las aldeas de Las Islas, Navalrincón y Las Tablillas.

## Geografía

### Junta de los Ríos

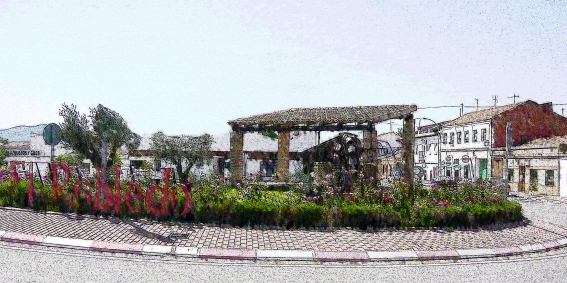
Glorieta de entrada a El Robledo

El lugar conocido como la Junta de los Ríos, donde se une el río Alcobilla con el río Bullaque, ha sido utilizado tradicionalmente por la población de El Robledo y de los pueblos y aldeas cercanos como lugar de esparcimiento en primavera y verano. Existían también aquí huertos como así lo atestiguan algunos árboles frutales tales como guindos y membrillos que hoy se encuentran asilvestrados.
A la zona se puede acceder por el camino que desde el mismo pueblo discurre paralelo al río por la margen derecha, siguiendo el sentido de la corriente, hasta llegar al vado por el que se puede cruzar. Desde la aldea de Las Islas, situada a dos km. también se puede llegar a este punto, tomando el camino que sale de frente una vez atravesado este núcleo de población, y que nos conduce al vado por la margen izquierda. Además desde Las Islas se puede llegar directamente al paraje de Tabla Rubia, aguas abajo desde la Junta de los Ríos, tomando el camino a la izquierda una vez atravesado este núcleo.
En la Junta de los Ríos, existen tres viarios interiores que permiten un interesante paseo por el paraje: uno que recorre el espacio en toda su longitud como es el camino perimetral que delimita la finca por el este, con una anchura media de 3 m y una longitud de 600 m. Aproximadamente, manteniendo una cubierta arbórea y arbustiva en muy buenas condiciones. Otro que discurre cercano al río limitando la finca por el oeste con una anchura media de un metro, pudiendo considerarse más una senda que un camino. Y otra senda de recorrido irregular en la parte central, que parte del camino de acceso y confluye en el extremo final del espacio con el camino perimetral y con la senda del río.
Se trata de un tramo de río que ha modelado su cauce en zonas de pendiente poco pronunciada, ya que las aguas del río Bullaque se ven frenadas al unirse a las del arroyo Alcobillas, deposita la carga de fondo que arrastra dando lugar a acumulaciones de cantos rodados en el cauce. Con estos depósitos aluviales, el río ha ido generando un sistema de canales entrelazados en el cauce. Éstos, al ser abandonados por la corriente fluvial, dan lugar a una morfología de brazos o, como se conoce aquí cachones, que provocan cambios en la pendiente del terreno en los alrededores de la corriente principal. Ejercen la función de disipar el exceso de energía en épocas de máximas avenidas. Se producen también, por el mismo proceso, superficies aisladas que se cubren de vegetación, como en este caso frente a la casa de las Cábilas, donde se encuentra situada una pequeña formación de sauces con un alto grado de conservación, que se encuentra aislada de la orilla sólo en épocas en las que se mantiene un caudal de agua suficiente. Cuando esto no ocurre, se puede acceder a esa pequeña isla. De aquí deriva el topónimo que tiene cierta frecuencia en esta zona de Islas.
La vegetación actual de la zona prácticamente coincide con las formaciones de bosques de ribera, en este caso fresnedas, sin embargo, no es homogénea y mantiene en ciertas zonas diferentes niveles evolutivos, encontrándose mezclada con especies de repoblación.
Destacan las alamedas, de las que encontramos dos conjuntos:
Una alameda con olmos, zarzas y espinos que se ubica en la zona perimetral y de accesos. La especie dominante es el chopo lombardo (Populus nigra var italica) y tiene como orla acompañante olmos, zarzas y espinos. No obstante, le acompañan todo un conjunto de especies propias de la serie, así como otras del monte mediterráneo.
Otra alameda con sauces, majuelos y juncos que se ubica en la orilla. Igualmente, la especie dominante en el estrato arbóreo vuelve a ser el chopo lombardo enriquecido especialmente con sauces, algunos olmos y algún álamo negro. En el estrato arbustivo dominan los juncos churreros y los espinos albares, a los que le acompañan las zarzamoras. El elemento diferencial con respecto a la anterior formación es su presencia cercana al cauce del agua, condicionando el desarrollo de especies más hidrófilas como es el sauce que tiene un dominio mayor.Además encontraremos saucedas, que ocupan la zona en contacto con el cauce del río, diferenciándose dos especies: Salix atrocinerea y Salix fragilis. Igualmente aparecen álamos y fresnos de manera discontinua. Le acompañan en el estrato arbóreo juncos y zarzas, teniendo una notoria presencia el estrato herbáceo.
Por último, un pastizal con escoba blanca. Se sitúa en la zona central del área y constituye el nivel más alto de degradación de la zona. La presencia de algunas especies frutales como membrillos y cerezos nos advierten que este espacio se aprovechó hasta hace muy poco como huerta. En el estrato arbustivo, aparece de manera más o menos discontinua la escoba.
En cuanto a la observación de fauna, adquieren mayor importancia las aves que se localizan en este enclave tales como carboneros, herrerillos, ruiseñores, mirlos, alcaudones, lavanderas, jilgueros, mitos, pinzones, petirrojos, verderones, oropéndolas... Con bastante frecuencia se pueden observar garzas reales, garcillas y martines pescadores.
Entre los mamíferos que se pueden encontrar en la zona, mantiene un puesto destacado la nutria común, por ser una especie indicadora del nivel de conservación del medio acuático, pudiéndose considerar al río Bullaque como uno de los escasos ríos de Castilla-La Mancha que mantienen una población apreciable de este mamífero. A lo largo del cauce se pueden encontrar numerosos excrementos de este animal.
La fauna piscícola se caracteriza por la rareza de elementos autóctonos y una gran densidad de especies endémicas presentes que se encuentran con diversos grados de amenaza como por ejemplo la comilleja, calandino, cachuelo, barbo cabecicorto, barbo comizo o la boga de río.

### Cordel de Navalrincón
Con 37 m de anchura, es uno de los ramales principales de la Cañada Real Toledana, nombre con el que se conoce en esta comarca a la Cañada de 70 m que se inicia en tierras segovianas y desciende hasta Andalucía y Extremadura. Estas vías pecuarias se han venido utilizando desde el siglo XI por los serranos que transhumaban con sus rebaños, buscando tierras cálidas para pastar en invierno y por los habitantes de esta comarca como vía de comunicación, principalmente con otros pueblos de Toledo como Los Yébenes, donde se desplazaban con sus caballerías para comprar abono con el que enriquecer los suelos para el cultivo. El cordel se desvía de la Cañada Real Toledana a unos 150 m bajo la presa del embalse de Torre de Abraham, y se divide en dos cerca de Santa Quiteria. Por un lado, se dirige hacia Alcoba y Horcajo. Por el otro, hacia Navalrincón. Desde aquí sale de la Mancomunidad de Cabañeros y atravesando las sierras de Piedrabuena cruza el Guadiana por el Puente de Retama, en el término de Puebla de Don Rodrigo.
Nuestra ruta se inicia en el punto en que el cordel abandona la Mancomunidad por el sur y se recorre en sentido norte. Sale del carreterín que se dirige a la aldea del Alcornocal antes de llegar a las Casas de los Ochoa. En este punto, el cordel aprovecha la boca que el arroyo del Guijo ha formado entre las sierras de Navalajarra y Navalaencina, para verter al Bullaque cuyas riberas vemos de lejos a nuestra derecha. Se dirige a la aldea de Navalrincón en forma de camino rural, recto y con buen firme, pero con una anchura mucho menor que la real. La sierra de Navalajarra queda a nuestra izquierda con sus laderas pobladas de monte y cultivadas con olivares. Podemos ver como alrededor de las pedrizas el matorral tiene un mayor porte, produciéndose en las cumbres grandes afloramientos de la roca madre cuarcítica que forman las crestas de las sierras. La raña cubre el valle del Bullaque cultivado de cereales, y de algunas parcelas de lino que tiñen de azul turquesa los campos en primavera. La falta de arbolado en el paisaje denota una fuerte intensidad de explotación. A los 4 km de recorrido, llegamos a la aldea de Navalrincón que atravesamos siguiendo recto. En un kilómetro más, cruzamos la carretera de El Robledo divisando la aldea de Las Tablillas a nuestra derecha. Nos encontramos en una llanura cerealista con abundancia de aves esteparias como sisones y gangas y donde a veces se ve a la rara avutarda. Iremos atravesando los vados que cruzan el río Alcobilla y el arroyo de los Pescados, que en épocas de lluvias se tornan infranqueables. Como alternativa se puede utilizar el carreterín de Las Tablillas a Santa Quiteria, que habremos pasado entre estos dos vados.
A unos 2 km. se acaba el camino rural debiendo guiarnos a partir de ahora por los mojones que señalan la anchura del cordel. Entramos en los campos descepados y roturados en los años 50 y 60 por los colonos de Santa Quiteria para los usos agrícola y ganadero. Algunos álamos y chopos a los lados del camino indican la cercanía del nivel freático, y pronto caminaremos bajo la sombra de grande encinas y quejigos rodeados de abundantes espinos y torviscos.
Unos 400 m después de dejar el camino, pasaremos al lado de un nido de cigüeñas, acompañados de abejarucos y multitud de pequeños pájaros típicos de zonas cultivadas como las cogujadas, bisbitas y alondras, y otros de zonas con arbolado como las abubillas, alcaudones y rabilargos. Sin duda iremos bajo el vuelo de buitres y milanos por lo que conviene ir siempre alerta.
A este punto se regresa para realizar una ruta circular que nos permita vivir mejor los encantos de esta comarca. Por tanto, y aunque podamos recorrer el cordel de seguido, se prefiere dividir lo que queda en dos rutas circulares.
A 500 m del nido de cigüeña cruzamos un pequeño puente y una gran alberca. Una valla ganadera limita el cordel por nuestra derecha. Los tamujos (arbustos espinosos propios de los cauces de los arroyos) abundan bastante y las cumbres de la sierra del Chorito asoman en el horizonte. El arbolado hace muy agradable este tramo hasta que pronto el cordel se ve cortado por la primera de las siete puertas ganaderas que tendremos que atravesar. Excepto las últimas que están cerradas con candado y hay que saltarlas, todas las puertas se pueden abrir. Esto es sólo en teoría, ya que si hay ganado vacuno pastando en la práctica el cordel está cortado. Si bien el cruzar tantas vallas supone un inconveniente para la ruta, nos brinda la oportunidad de conocer a los pastores y enriquecernos con su sabiduría.
En la primera puerta, el camino rodado gira bruscamente a la derecha hacia la casa del Brezoso o de los Carrasco, mientras el cordel continúa recto pasando por las puertas. Es aconsejable preguntar al pastor de la finca quién, después de un rato de grata conversación, nos podrá indicar cómo retomar el cordel. En esta explotación ganadera reutilizan grandes depósitos de hierro para almacén de pienso y agua. En medio del ganado, bajo el sol, se consumen poco a poco los restos de un tractor alemán LEN, uno de los primeros que se utilizaron en el cultivo de estas tierras. Sin duda veremos los abundantes cernícalos que anidan en las ruinas de las casas.
El cordel continua hasta llegar a la carretera entre vallas ganaderas. Iremos serpenteando entre viejos quejigos sin un camino diferenciado. Segunda puerta. Tras pasarla aparece un camino rodado que va paralelo a nuestra derecha y que se junta con nuestra senda justo antes de la tercera puerta que es de palos. Los mojones están marcados con el 77 y 78. Continuamos pasando la cuarta y quinta puerta donde están los mojones 69 y 70. Ya vemos la raña y la sierra del Chorito casi en primer plano, y El Rostro a nuestra izquierda. Tras divisar un milano real que estaba posado en un poste llegamos a las ruinas de Los Calaverones, con una pequeña presa donde anidan 11 cigüeñas. Sexta puerta, se pasa. La última puerta de hierro está junto a la carretera de Santa Quiteria a Pueblo Nuevo del Bullaque, y es la única que está cerrada aunque se puede llegar a saltar.
Una vez en la carretera ir a la izquierda hacia Santa Quiteria que está a unos 6 km al sur.
Se pasa por una mancha de sauces y zarzas en el primero de los arroyos que bajan de las rañas de la sierra del Chorito. A km y medio está un observatorio de aves junto a la colonia de cigüeñas del parque nacional de Cabañeros, a la derecha de la carretera, según el sentido de la marcha, con nidos sobre pequeñas encinas casi a ras de suelo. El camino hasta el pueblo transcurre por la raña entre cultivos y explotaciones ganaderas. Habrá que ir atento al cielo pues nos sobrevolarán multitud de buitres y rapaces. Un km antes de llegar a Santa Quiteria nos sorprenden varios robles aislados, seguramente restos de los bosques existentes. Dejando atrás el polideportivo, nada más pasar el Río Alcobilla que cruza bajo la carretera cogemos un camino a la izquierda que bordea el río. Se llega a otro camino que, atravesando una zona de mesas bajo grandes encinas, nos conduce de nuevo al río. Nada más cruzar el río, se toma el primer camino que sale a la derecha. Estamos de nuevo en el cordel, en la parte que se dirige a Alcoba. Siguiendo todo recto junto a los encinares cercanos al río, se pasa frente al Mesto de Santa Quiteria, un gran árbol híbrido entre encina y alcornoque, que destaca en medio de una zona cultivada con abundancia de pastizales encharcados en invierno. Merece la pena acercarnos a observarlo y si se tiene fuerza tratar de subir por una cuerda que tiene instalada. Se puede acabar aquí, pero si se quiere cerrar la ruta, un poco más adelante se conecta de nuevo con el cordel de Navalrincón.

### Flora
Tablas del Bullaque
En estas zonas aparecen vistosas comunidades de coberteras blancas y amarillas (nenúfares) que enraízan por estolones en el fondo más cercano a la orilla. Además destacan los grandes tapices de flores de ribera cubriendo la superficie del agua con sus flores blancas. Junto a estas crecen especies como junquillos, espigas de agua y helechos acuáticos del género Isoetes.
Las espigas de agua (Potamogeton polygonifolius) crecen sobre todo en cursos de aguas limpias y sombreadas, llegando a verse en el interior de algunas pozas.
En los bebederos de ganado aparecen algunas de estas especies, pero lo normal es que se encuentren muy degradados predominando ovas (algas) y lentejas de agua indicando una fuerte eutrofización.
Vegetación palustre o de ribera
Las zonas del cauce que se desecan antes, soleadas y con acúmulo de fango son ocupadas por grandes hierbas anfibias como carrizos, espadañas, lirios acuáticos y salicarias. Entre estas crecen otras de menor talla como Lysimachia vulgaris, Sparganium erectum (Platanaria), berros y numerosas juncáceas y ciperáceas. En la banda más seca crecen gramas y poleo mientras el junco churrero aparece siempre en las zonas más alejadas del cauce. Este último se desarrolla en cualquier surgencia denotando la mínima cantidad de agua en el suelo por lo que está muy extendido fuera de estos espacios.

## Demografía
El Robledo cuenta con una población de 1049 habitantes (INE 2024).
| Gráfica de evolución demográfica de El Robledo entre 1991 y 2021 |
| |
| Población de derecho según los censos de población del INE Población de hecho según los censos de población del INEEn 1985 aparece este municipio porque se segrega del municipio Porzuna |

## Cultura

### Fiestas en honor a la Virgen del Prado
Las fiestas patronales de El Robledo en honor a la Virgen del Prado son las más conocidas de la localidad. Del 13 al 19 de agosto, los lugareños participan en los diferentes actos religiosos, culturales y lúdicos. El día 15 tiene lugar la procesión en la que la imagen de la Virgen recorre las calles del pueblo acompañada de los vecinos amenizada por una banda de música.
Las fiestas de El Robledo se caracterizan siempre por la participación y el entusiasmo de los vecinos que forman parte del atractivo de estas celebraciones.

### Día del Pueblo
Cada 3 de septiembre, se celebra en El Robledo el Día de la Independencia. Con este motivo, el Ayuntamiento ofrece una tradicional caldereta a los vecinos y visitantes en las orillas del río, que disfrutan más tarde de bailes, representaciones y la actuación de un grupo musical.

### Día del Río
El 31 de diciembre El Robledo celebra una original jornada conocida como Día del Río. Los vecinos se bañan ese invernal día en el río Bullaque y participan en diferentes actos lúdicos alrededor de sus orillas. Esta jornada se organiza como expresión de alegría y celebración de los vecinos por el resurgimiento del caudal del Bullaque, un río muy importante para la localidad, y que durante muchos años estuvo prácticamente seco.

### Romería
La romería que se festeja en El Robledo está dedicada a la Virgen de Fátima y tiene lugar el primer sábado de mayo, en el que se lleva la imagen hasta la ermita. Es ésta una jornada en la que se comparten comidas en el campo y chapuzones en el río.

### Otras fiestas
- Santa Lucía: 13 de diciembre. Los vecinos encienden hogueras y comparten una copiosa cena en ambiente festivo.
- Festividad de los Mayos: algunos vecinos desde el 30 de abril hasta el 1 de mayo cantan los tradicionales mayos por las calles del pueblo, dedicados a mozas y casadas.
- El Cristo, el 14 de septiembre, en Las Islas.
- Virgen del Pilar: 12 de octubre, en Las Tablillas, Navalrincón, Navalajarra y Los Piruétanos.
- San José, el 1 de mayo en La Cañada de Los Mellizos.

Todos los nombres anteriormente escritos son aldeas pertenecientes a El Robledo.

### Gastronomía
La gastronomía tradicional está relacionada directamente con la correspondiente a la zona de La Mancha, por lo que nos encontramos los tradicionales platos de migas, pisto, gachas de harina de pitos, tiznao, caldereta de cordero o asadillo. Paralelamente, aparecen una serie de platos autóctonos vinculados con las condiciones sociales y económicas de la zona, usándose las posibilidades piscícolas y de caza de la comarca.
Respecto a las especialidades, nos encontramos, en primer lugar, los tradicionales productos fundamentados en la matanza del cerdo (chorizos, morcillas, lomo de orza...), que todavía es una actividad realizada cuando llega la temporada más fría del año, entre los últimos días de noviembre y los anteriores a las Navidades.
Por otra parte, en la actualidad, se pueden degustar diferentes platos cocinados con los productos de las actividades cinegéticas que se realizan en la zona. De la caza mayor, el venao: chorizos, y carne cocinada, bien en adobos, plancha... el jabalí, igualmente la carne y los chorizos. De la caza menor, perdices en escabeche o con judías blancas, sin olvidarnos de la liebre con arroz y el conejo con patatas o con arroz.
La utilización de los montes para las actividades ganaderas ha determinado que aparezcan aquellos productos relacionados directamente con el pastoreo de ovejas y cabras. Los quesos de oveja y cabra son de gran calidad, y las carnes se consumen asadas o en caldereta. Estos platos se acompañan especialmente con el vino de pitarra, o de elaboración casera, que es característico de la comarca. Los dulces y postres jalonan las diferentes festividades del año. En ellos nos encontramos nuevamente el aprovechamiento de los productos de la zona, tortas de manteca o de chicharra, los llamados frutas de sartén (flores, barquillos, rosquillos, etc.), mantecados, perrunas y que son comunes a otras zonas de La Mancha y los montes de Toledo.